# Goldrausch Künstlerinnenprojekt
Das Goldrausch Künstlerinnenprojekt ist ein Förderprogramm in Berlin, das seit 1989 die Durchsetzung herausragender künstlerischer Positionen von Frauen fördert.

## Geschichte
Seit 1989 wird das Goldrausch Künstlerinnenprojekt unter der Trägerschaft des 1982 in Berlin gegründeten Vereins Goldrausch Frauennetzwerk Berlin e. V. durchgeführt. Seit seiner Gründung verfolgt der Verein die Förderung ökonomischer Unabhängigkeit von Frauen, um eine gleichberechtigte gesellschaftliche Teilhabe zu ermöglichen.
Das Goldrausch Künstlerinnenprojekt richtet sich an professionell arbeitende Bildende Künstlerinnen mit Wohnsitz in Berlin. Das einjährige postgraduale Professionalisierungsprogramm vermittelt berufsspezifische Kenntnisse, die für die selbstständige künstlerische Tätigkeit notwendig sind und fördert Vernetzung und Austausch. Es wird gefördert aus Mitteln des Europäischen Sozialfonds und der Senatsverwaltung für Wissenschaft, Gesundheit, Pflege und Gleichstellung, Abteilung Frauen und Gleichstellung.
Die Büro- und Seminarräume des Goldrausch Künstlerinnenprojektes befinden sich auf dem Gelände der Fahrbereitschaft in Berlin-Lichtenberg.

## Programm
Am einjährigen Kursprogramm können jeweils 15 Künstlerinnen teilnehmen, die von einer wechselnden Jury ausgewählt werden. Die Professionalisierung zur selbstständigen künstlerischen Tätigkeit wird im Kursjahr auf mehreren Ebenen verfolgt. Dazu gehört sowohl das Erlernen von grundlegenden rechtlichen und betriebswirtschaftlichen Kenntnissen, Strategien des Finanz- und Zeitmanagements, Kommunikationskompetenzen, Multimedia-Kenntnissen als auch die Reflexion der eigenen künstlerischen Position, deren Kontextualisierung und Zielentwicklung. Außerdem wird der Austausch mit der Kunstöffentlichkeit beispielsweise in Gesprächen mit Künstlerinnen, Kuratorinnen und Galeristinnen angeregt. Zudem ist das Sichtbarmachen der individuellen künstlerischen Positionen eine Priorität des Goldrausch Künstlerinnenprojekts. Zum Kursjahr gehören daher auch die Realisierung einer Website, eines Katalogs und einer gemeinsamen Ausstellung.

## Rezeption
Die jährlich stattfindenden Ausstellungen werden in der Presse und in Kunstzeitschriften wie z. B. Tagesspiegel, taz, Monopol Magazin, Süddeutsche Zeitung besprochen.
Zum dreißigjährigen Jubiläum des Projektes 2020 hob Marcus Boxler in seiner Rezension der Goldrausch-Jahresausstellung im Monopol Magazin die Relevanz des Projektes hervor, indem er es als „gegen die hegemonialen Strukturen der Kunstwelt ankämpfend“ beschreibt.
Im Tagesspiegel schrieb Birgit Rieger über die Zielsetzung des Projektes: „Die Philosophie bei Goldrausch lautet Nachhaltigkeit statt Optimierung. Das heißt, mit den eigenen Ressourcen gut umzugehen, sich nicht auszubeuten, alle Möglichkeiten des Geldverdienens zu kennen: vom Stipendium über öffentliche Aufträge, Zusammenarbeit mit Galerien, ein zusätzliches wirtschaftliches Standbein.“
In ihrer Rezension der Goldrausch-Gruppenausstellung 2021 betonte Rieger außerdem den Aspekt der Vernetzung: „Das Allerwichtigste aber, so erzählen es die Teilnehmerinnen, sind der kollegiale Austausch und der Aufbau verlässlicher Netzwerke. Weg vom Einzelkämpfertum im konkurrenzorientierten, immer noch männlich dominierten Kunstmarkt, in dem Frauen deutlich weniger verdienen und weniger ausgestellt werden als Männer.“

## Ausstellungen
- 1990: So oder So, Künstlerhaus Bethanien, Berlin
- 1991: Heute, Künstlerhaus Bethanien, Berlin
- 1993: Goldrausch IV, Berlinische Galerie, Martin-Gropius-Bau, Berlin
- 1994: Goldrausch V, Haus am Waldsee, Berlin
- 1995: Goldrausch VI, Kunstraum Kreuzberg/Bethanien, Berlin
- 1996: Goldrausch VII, Berlinische Galerie, Martin-Gropius-Bau, Berlin
- 1997: Goldrausch VIII, Kunstraum Kreuzberg/Bethanien, Berlin
- 1998: Goldrausch IX, Galerie im Marstall, Berlin
- 1999: Goldrausch X_ten, Edison-Höfe, Berlin
- 2000: Goldrausch 11 – unterwegs, Kunstbunker Nürnberg, Kunstraum Düsseldorf, halle_für_kunst Lüneburg, Art Forum Berlin
- 2001: Sexy female art and pumping surprise, Kunstraum Kreuzberg/Bethanien, Berlin
- 2003: Goldrausch 2003, Kunstraum Kreuzberg/Bethanien, Berlin
- 2004: goldrausch 2004, Kunstraum Kreuzberg/Bethanien, Berlin
- 2005: POLISHED, Kunstraum Kreuzberg/Bethanien, Berlin
- 2006: MAGMA, Kunstraum Kreuzberg/Bethanien, Berlin
- 2007: TAKE ME TO THE EDGE OF HEAVEN, Kunstraum Kreuzberg/Bethanien, Berlin
- 2008: VON JETZT BIS DANN, Kunstraum Kreuzberg/Bethanien, Berlin
- 2009: SPLENDID ISOLATION, Kunstraum Kreuzberg/Bethanien, Berlin
- 2010: GLASS CRASH FEELING, Galerie September, Schaulager Galerie Barbara Thumm, Berlin
- 2011: FAST AND FURIOUS, Halle am Wasser (hinter dem Hamburger Bahnhof), Berlin
- 2012: Rita sagen Sie jetzt nichts, Kunstverein Tiergarten, Galerie Nord, Berlin
- 2013: Körnelia, Galerie im Körnerpark, Berlin
- 2014: HELIUM, Projektraum Flutgraben e.V. Berlin
- 2015: 25 Karat, Studio 1 im Kunstquartier Bethanien, Berlin
- 2016: Fraud, Fake and Fame, St. Johannes-Evangelist, Berlin
- 2017: Goldrausch 2017, Studio 1 im Kunstquartier Bethanien, Berlin
- 2018: Archipelago, Reinbeckhallen, Berlin
- 2019: Hydra, Haus am Kleistpark, Berlin
- 2020: Sirene, Kunstraum Kreuzberg/Bethanien, Berlin
- 2021: Mutual Matters, Fahrbereitschaft, Berlin
- 2022: Tender Hooks, Kommunale Galerie Berlin
- 2023: On the edge of, Galerie Weißer Elefant
- 2024: I only work with lost and found, Kunstraum Kreuzberg/Bethanien, Berlin

## Publikationen
- Goldrausch 2003, Broschüre und 15 Künstlerinnenkataloge.
- goldrausch 2004, 15 Künstlerinnenkataloge.
- POLISHED – Goldrausch 2005, Broschüre und 15 Künstlerinnenkataloge.
- MAGMA – Goldrausch 2006, Broschüre und 15 Künstlerinnenkataloge, ISBN 978-3-937476-52-0.
- Take me to the edge of heaven – Goldrausch 2007, Broschüre und 15 Künstlerinnenkataloge, ISBN 978-3-937476-70-4.
- VON JETZT BIS DANN – Goldrausch 2008, Broschüre und 15 Künstlerinnenkataloge, ISBN 978-3-941318-02-1.
- SPLENDID ISOLATION – Goldrausch 2009, Broschüre und 15 Künstlerinnenkataloge, ISBN 978-3-941318-20-5.
- GLASS CRASH FEELING – Goldrausch 2010, Broschüre und 15 Künstlerinnenkataloge, ISBN 978-3-941560-78-9.
- FAST AND FURIOUS – Goldrausch 2011, Broschüre und 15 Künstlerinnenkataloge, ISBN 978-3-941318-22-9.
- RITA SAGEN SIE JETZT NICHTS! – Goldrausch 2012, Broschüre und 15 Künstlerinnenkataloge, ISBN 978-3-941318-53-3.
- KÖRNELIA – Goldrausch 2013
- HELIUM – Goldrausch 2014, ISBN 978-3-941318-71-7.
- 25 Karat – Goldrausch 2015, ISBN 978-3-941318-72-4.
- Fraud, Fake, Fame – Goldrausch 2016, ISBN 978-3-941318-73-1.
- Goldrausch 2017, ISBN 978-3-941318-74-8.
- Archipelago – Goldrausch 2018, ISBN 978-3-941318-75-5.
- Hydra – Goldrausch 2019,  ISBN 978-3-941318-76-2.
- Sirene – Goldrausch 2020, ISBN 978-3-941318-77-9.
- Mutual Matters – Goldrausch 2021, ISBN 978-3-941318-78-6.
- Tender Hooks – Goldrausch 2022, ISBN 978-3-941318-79-3.

## Absolventinnen
| Jahrgang  | Absolventinnen |  |
| --------- | --- |  |
| 1989/1990 | Susanne Ahner, Margarita Albrecht, Dagmar Demming, Maria Eichhorn, Felicitas Franck, Hanna Hannappel, Ivana Jokl, Grete Peschken, Ute Pleuger, Nadine Rennert, Gabriele Stellbaum, Sati Zech |  |
| 1990/1991 | Bettina Allamoda, Annette Begerow, Eva Bernhard, Margarete Hahner, Sabine Hornig, Roswita Jacobi, Ina Lindemann, Ute Mahling, Angela von Moos, Thynne Claudia Pollmann, Maria Schicker, Andrea Sunder-Plassmann, Monique Thomaes, Julia Ziegler |  |
| 1991/1992 | Katharina Bach, Shiva Banifatemi-Naeini, Désirée Baumeister, Ka Bomhardt, Dorothea Breit, Bignia Corradini, Dellbrügge/De Moll, Cora Fisch, Gisela Genthner, Bettina Hoffmann, Veronika Kellndorfer, Mona Köhnen, Christine Krämer, Maren Krusche, Katrin von Maltzahn, Ingrid Meyer, Vera Rothamel, Carola Scheil, Cornelia Schmidt-Bleek, Marion Stille |  |
| 1992/1993 | Margareta Daepp, Anja Grosse, Fenna Heinrich, Katharina Hohmann, Irène Hug, Ramona Köppel-Welsh, Gabriele Konsor, Kai Rosner, Frauke Schlitz, Caro Suerkemper, Christiane ten Hoevel, Stella Veciana, Ute Weiss-Leder, Maja Weyermann |  |
| 1993/1994 | Renate Altenrath, Gabriele Basch, Silvia Beck, Monica Bonvicini, Ruth Ekeland, Sabina Fernandez, Annegret Haas, Heike Klußmann, Chus López Vidal, Sigrid Schulze, Beate Spalthoff, Claudia Theel, Regula Zink |  |
| 1994/1995 | Anke Cott, Beate Daniel, Ursula Döbereiner, Marita Fried, Natascha Kaßner, Julia Neuenhausen, Birgit Nowocien, Silva Reichwein, Gabi Rets, Christine Schlegel, Andrea Scrima, Margund Smolka, Anita Staud, Susan Turcot, Susanne Weirich |  |
| 1995/1996 | Tina Born, Antje Dorn, Angelika Frommherz, Katrin Glanz, Sybil Kohl, Juliane Laitzsch, Angela Lubic, Ingrid Mostrey, Dany Paal, Valeska Peschke, Patricia Pisani, Osk Vilhjalmsdottir, Daniela von Waberer, Francis Zeischegg, Tanja Zimmermann |  |
| 1996/1997 | Heike Baranowski, Ruth Baumann, Martina Debus, Friederike Feldmann, Gundula Friese, Ute Fründt, Gabriele Kahnert, Annette Kisling, Ulla Klein, Nami Makishi, Esther Neumann, Dorothea Scheer, Tine Stehen, Caroline Weihrauch, Anna Werkmeister |  |
| 1997/1998 | Ingrid Bayer, Kerstin Drechsel, Juliane Duda, Beate Halbleib, Katrin Hoffert, Anja Knecht, Doris Kuwert, Rosa Loy, Miyhun Paek, Roswitha Paetel, Daniela Pukropski, Nina Reese, Yvonne Trapp, Elke Zacher, Lena Ziese |  |
| 1998/1999 | Jeannette Abée, Ulrike Feser, Gertrud Fischbacher, Ute Haecker, Heike Hamann, Kirsten Johannsen, Julia Kleiner, Christine Kriegerowski, Hanna Lentz, Marisa Maza, Angelika Middendorf, Michaela Müller Nasoetion, Blàn Ryan, Birgit Schlieps, Maria Sewcz                                                                                                 |  |
| 1999/2000 | Susanne Bosch, Ulrike Dornis, Silvia Erdem, Yoko Hata (GUP-py), Sibylle Hofter, Annette Munk, Catrin Otto, Christina Paetsch, Ping Qiu, Mariel Poppe, Karin Rosenberg, Barbara Seyerlein, Heidi Stern, Vassiliea Stylianidou, Renate Wolff |  |
| 2000/01   | Anne Berning, Eva Bertram, Tina Brüser, Genevieve Gilabert, Sabine Gross, Pauline Kraneis, Julia Krewani, Wiebke Loeper, Britta Lumer, Karin Müller, A. Elsa Schindler, Em Scholz, Teresa M. Sequeira, Petra Stüben, Gudrun F. Widlok |  |
| 2002/03   | Bettina Carl, Meike Dölp, Rabea Eipperle, Sofia Hultén, Folke Köbberling, Ulla Ostendorf, Susanne Pomrehn, Lucy Powell, Anette Rose, Nicole Schuck, Alexandra Trencséni, Petra Trenkel, Anja Vormann, Christine Weber, Ella Ziegler |  |
| 2004      | Carla Åhlander, Barbara Breitenfellner, Ania Corcilius, Ina Geißler, Geka Heinke, Farida Heuck, Mona Jas, Anja Kempe, Susanne Kutter, Inken Reinert, Janine Sack, Kathrin Schiffbauer, Alexandra Schlund, Judith Siegmund, Anke Westermann |  |
| 2005      | Ina Bierstedt, Daniela Comani, Christel Fetzer, Agnès Hardy, Gab.Heller, Sylvia Henrich, Annette Hollywood, Susanne Huth, Karin Kasböck, Iris Kettner, Caroline Lund, Ulrike Mohr, Anne-Britt Rage, Marlis Roth, Romana Schmalisch |  |
| 2006      | Tania Bedriñana, Astrid Busch, Katja Eydel, Tina Haber, Judith Karcheter, Heike König, Beatrice Minda, Uta Neumann, Johanna Oenicke, Tere Recarens, Nadja Schöllhammer, Claudia Weber, Christiane Wetzel, Veronika Witte, Christine Woditschka |  |
| 2007      | Carola Bark, Cécile Belmont, Barbara Eitel, Sabine Fassl, Beatrice Jugert, Ella Klaschka, Sylwia Ludas, Doris Marten, Ricarda Mieth, Alice Münch, Ariane Pauls, Jenny Rosemeyer, Judith Schwinn, Doris Sprengel, Kei Takemura |  |
| 2008      | Elena Bajo, Anke Becker, Claudia Chaseling, Kerstin Gottschalk, Angela Köntje, Mareike Lee, Nicole Messenlehner, Rebecca Michaelis, Katja Pudor, Nadin Reschke, Sandra Truté, Miriam Visaczki, Ester Vonplon, Claire Waffel, Sinta Werner |  |
| 2009      | Kirsten Blümke, Youngjoo Cho, Jana Debrodt, Melusine Eichhorn, Esther Ernst, Larissa Fassler, Silke Eva Kästner, Marte Kiessling, Keiko Kimoto, Yuka Oyama, Simone Schardt, Andrea Übelacker, Nicoll Ullrich, Anne Vorbeck, Tian Tian Wang |  |
| 2010      | Elly Clarke, Pauline Curnier Jardin, Tatiana Echeverri Fernandez, Linda Franke, Anne Kathrin Greiner, Lisa Jugert, Anna-Myga Kasten, Katja Kollowa, Michelle-Marie Letelier, Silvia Marzall, Lätitia Norkeit, Bettina Rave, Karen Scheper, Miriam Steinhauser, Kym Ward                                                                                   |  |
| 2011      | Mirja Busch, Surya Gied, Carolina Hellsgård, Kerstin Honeit, Emma Waltraud Howes, Yun-Ting Hung, Bettina Hutschek, Yuki Jungesblut, Frieda Knapp, Kathrin Köster, Jennis Li Cheng Tien, Anna Mields, Sharon Paz, Anja Claudia Pentrop, Petra Spielhagen                                                                                                   |  |
| 2012      | Dafni Barbageorgopoulou, Caroline Bayer, Simone Van Dijken, Janine Eggert, Angela Ender, Anja Gerecke, Patrycja German, Lotte Günther, Hanne Lippard, Eva Noack, Timea Anita Oravecz, Funda Özgünaydin, Haleh Redjaian, Gaby Taplick, Chryssa Tsampazi |  |
| 2013      | Dalila Dalléas Bouzar, Clara Brörmann, Lysann Buschbeck, Yvon Chabrowski, Kati Gausmann, Rieko Hotta, Eva Kietzmann, Cristina Moreno Garcia, Christine Niehoff, Kinay Olcaytu, Sophia Pompéry, Henrieke Ribbe, Konstanze Schmitt, Tine Schumann, Lucy Teasdale                                                                                            |  |
| 2014      | Yalda Afsah, Yasmin Alt, Sabine Bokelberg, Chiara Dazi, Sophia Domagala, Charlotte Dualé, Marie von Heyl, Rosemary Hogarth, Eunah Hong, Meike Kuhnert, Anett Lau, Irma Markulin, Henrike Naumann, Ulrika Segerberg, Wanda Stolle |  |
| 2015      | Nike Arnold, Detel Aurand, Raluca C.E. Blidar, Juliane Henrich, Christin Kaiser, Ezgi Kilinçaslan, Anne Kollwitz, Birgit Krause, Linda Kuhn, Eva Maria Salvador, Jana Schulz, Cosima Tribukeit, Sarra Turan, Frederike Vidal & Judith Groth, Dagmar Weiß                                                                                                  |  |
| 2016      | Andrea Acosta, Joris Bas Backer, Lucie Biloshytskyy, Kirstin Burckhardt, Dania Burger, Birte Endrejat, Elisa Ewert, Ulrike Hannemann, Rike Horb, Stefanie Kägi, Dina Khouri, Alanna Lynch, Dagmar Schürrer, Anna Steinert, Nina Tobien |  |
| 2017      | Laure Catugier, Nuray Demir, Elisa Duca, Fernanda Figueiredo, Anneke Kleimann, María León, Laura Link, Sophia Mix, Azar Pajuhandeh, Lisa Premke, Julia Schramm, Hanna Stiegeler, Laia Ventayol, Saskia Wendland, Maja Wirkus |  |
| 2018      | Alma Alloro, Lotta Bartoschewski, Samantha Bohatsch, Lena Marie Emrich, Anna Fiegen, Francisca Gómez, Gisèle Gonon, Agnė Juodvalkytė, Aneta Kajzer, Annelies Kamen, Soline Krug, Yeongbin Lee, Tomoko Mori, Kate-Hers Rhee, Silke Schwarz |  |
| 2019      | Marie-Louise Andersson, Melo Börner, Marlene Denningmann, Eva Dittrich, Eva Funk, Martine Heuser, Ana Hupe, Mareike Jacobi, Astrid Kajsa Nylander, Marion Orfila, Mila Panic, Fiene Scharp, Millie Schwier, Lena Skrabs, Sara Wahl |  |
| 2020      | Yasmin Bassir, Chan Sook Choi, Solweig de Barry, Manja Ebert, Caterina Gobbi, Rosanna Graf, Mona Hermann, Emily Hunt, Sidsel Ladegaard, Gosia Lehmann, Julia Lübbecke, Silvia Noronha, Kristina Paustian, Eva Pedroza, Juliane Tübke |  |
| 2021      | Mouna Abo Assali (bis 07/2021), Katharina Bévand, Irma Blumstock, Veruschka Bohn, Ahu Dural, Dora Durkesac, Irene Fernández Arcas, Lexia Hachtmann, Heyon Han, Bethan Hughes, Barbara Lüdde, Rachel Monosov, Ingrid Ogenstedt, Nnenna Onuoha, Anna Slobodnik, Hana Yoo                                                                                    |  |
| 2022      | Elisa Jule Braun, Ipek Burçak, Marta Djourina, Sarah Godfrey, Sophie Hilbert, Miji Ih, Kristiane Kegelmann, Sarah Loibl, Toni Mauersberg, Katharina Reich, Stefanie Schwarzwimmer, Babette Semmer, Stefania Smolkina, Anna Roberta Vattes, Constanze Vogt                                                                                                 |  |
| 2023      | Anja Dornieden, Viviana Druga, Ximena Ferrer Pizarro, Janne Höltermann, Tiziana Krüger, Daniela Medina Poch, Lillian Morrissey, Shira Orion, Amelie Plümpe, Wagehe Raufi, Marie Rief, Hara Shin, Bea Targosz, Emma Wilson, Silja Yvette |  |
| 2024      | Belia Zanna Geetha Brückner, Isabelle Heske, Leonie Kellein, Jeanna Kolesova, Eva-Fiore Kovacovsky, Mizi Lee, Marei Loellmann, Gülşah Mursaloğlu, Laura Nitsch, Eglė Otto, Evelina Reiter, Noor us Sabah Saeed, Dior Thiam, Cora Wöllenstein, Sofiia Yesakova                                                                                             |  |
| 2025      | Brenda Alamilla, Yedam Ann, Mara Kirchberg, Kodac Ko, Malin Kuht, Musa Michelle Mattiuzzi, Sarah Reva Mohr, Mio Okido, Paulette Penje, Belén Resnikowski, Aura Roig, Victoria Sarangova, Sophia Tabatadze, Saša Tatić, Marie Zbikowska |  |

## Projektleiterinnen
- Ute Birk (Projektgründerin), 1989–1995.
- Anne Marie Freybourg (Projektgründerin), 1989–2001.
- Hannah Kruse, 1995–1999.
- Annette Thomas, 1999–2001.
- Annette Maechtel, 2002–2003.
- Birgit Effinger, 2002–06/2018.
- Hannah Kruse, seit 2004.